# ゲイ＝リュサック (小惑星)
ゲイ＝リュサック (11969 Gay-Lussac) は、小惑星帯に位置する小惑星。ベルギーの天文学者エリック・エルストがヨーロッパ南天天文台で発見した。
フランスの化学者で気体の膨張に関する法則の発見者の一人、ジョセフ・ルイ・ゲイ＝リュサックから命名された。